# Партизанск
Партиза́нск (до 1932 года — Сучанский рудник, до 1972 года — Сучан) — город в Приморском крае России. Административный центр муниципального округа Партизанск.
Население — 32 635 чел. (2025), 9-й по величине город края. Расположен в бассейне реки Партизанской, в 169 км от Владивостока (по автодороге). Основан в 1902 году. В годы Гражданской войны был занят войсками интервентов, рабочие рудника ушли в партизанские отряды. В 2003 году остановилась работа последней угольной шахты.

## Физико-географическая характеристика
Центр Партизанска по прямой расположен в 100 км восточнее центра Владивостока и в 38 километрах северо-восточнее центра ближайшего города — Находки.

### Рельеф
Партизанск расположен в бассейне реки Партизанской. Отделён от остальной долины реки Партизанской сопками, по физической карте — грядами безымянных сопок: на водоразделе ручья Оленьего и речки Чёрной (примерно от района шахты № 3 до 73-го участка) высотою до 284 м, водоразделе речки Чёрной и ручья Птичий ключ (район старого кладбища) высотою до 201 м, гранитного массива водозабора «Южный» на водоразделе рек Постышевки и Партизанской (район Николаевки) высотою на юге до 242 м. Долины реки Постышевки и ручья Олений — боковые или поперечные долины реки Партизанской.
Партизанск располагается на месте Партизанского угольного месторождения. Орографически местность представляет собой всхолмлённую котловину, которую с трёх сторон окружают возвышенности. Сверху район Большого Сучана, оконтуривающегося хребтами, создаёт впечатление амфитеатра. Котловина имеет пересечённый характер: прорезана долинами рек и ручьёв. Рельеф района имеет среднюю абсолютную отметку 170 метров над уровнем моря. В долине реки Постышевки расположены наименьшие отметки высоты рельефа — 100 м. Между ручьями Остросопковым и Топким расположена вершина потухшего вулкана — Острая сопка высотою 407 м. В непосредственной близости от жилой застройки города находятся гора Скалистая (277 м) и Козья (248 м). В издании 1938 года упоминаются Сицинский хребет на северо-востоке месторождения и гора Стальнова в районе шахты № 20. Окружающие сопки покрыты лесом. На северо-восток местность понижается и переходит к реке Постышевке в болотистую равнину. Местность имеет общий наклон на юго-восток в сторону долины реки Партизанской. На некотором расстоянии удалены горные системы горы Скалистой и Макаровского хребта. Расстояние от центра города до вершины горы Скалистой — около 9 км, вершин Макаровского хребта: горы Макарихи — около 16 км, горы Макарова — около 20 км.

### Гидрография
Гидрографическая сеть относится к бассейну реки Партизанской в её среднем течении. Реки и их притоки типичные горные, неширокие, мелководные, с перекатами. Сильно развитая гидрографическая сеть представляет собой в основном горные быстронесущиеся потоки. Река Постышевка с притоком — рекой Каменкой являются типичными горными речками, которые после ливней превращаются в полноводные бешеные потоки. Названия реки Каменки и ручьёв даны в конце XIX века участниками Южно-Уссурийский горной экспедиции. В речку Чёрная производится выпуск городских сточных вод, которые проходят очистку на канализационных очистных сооружениях, расположенных на берегу речки в 600 метрах от её устья.

### Растительность
Территория относится к горно-приморскому Сучано-Владивостокскому округу Дальневосточной (Маньчжурской) провинции кедрово-широколиственных и дубовых лесов. По хвойным породам Южное Приморье делится на три района, одним из которых является Партизанский горный район (полностью включает Партизанский район и частично Шкотовский и Лазовский районы до левобережья реки Киевка) с лиановыми кедровниками и кедрово-еловыми лесами. В 1920-х годах, когда Сучанский горный район быстро заселялся промышленными рабочими, дубовые леса занимали здесь ничтожные площади, а вдоль линии железной дороги и вовсе отсутствовали. В результате рубок и многочисленных пожаров в этом районе хвойно-широколиственные леса сменились дубняками на южных склонах и смешанными лиственными лесами на северных.
В 2008 году имелись памятники природы регионального значения: парк культуры и отдыха Дворца культуры угольщиков; в окрестностях города — роща диморфанта и водопад на реке Каменке, гора Скалистая.

### Полезные ископаемые
Партизанский, или Сучанский, каменноугольный бассейн — территория распространения угленосных отложений мелового возраста. Бассейн простирается от бассейна реки Партизанской на востоке до побережья Уссурийского залива на западе, и имеет размеры примерно 100 км в длину и до 60 км в ширину. Площадь бассейна разбита на каменноугольные районы: Старого Сучана — Старосучанский, Коркинский и Засицинский районы; Северного Сучана — Тудагусский, Белопадинский и Молчановский районы; а также Сергеевский, Западносучанский и ряд других районов. Бассейн был исследован в 1888—1893 годы, когда здесь работала Южно-Уссурийская горная экспедиция. Балансовые запасы угля в бассейне, согласно изданию 1964 года, оценивались в 1,4 млрд тонн. Пик угледобычи пришёлся на 1960-е годы, когда добывалось около 3,5 млн тонн угля в год. Запасы бассейна были ограничены, а геологический условия очень сложны.
В пределах Партизанского каменноугольного бассейна установлено относительно большое количество проявлений нефти: здесь были обнаружены полужидкие нефтиды, примазки и капли нефти, а также твёрдые нефтиды. В горных выработках каменноугольных шахт бассейна известны многочисленные выбросы горючих газов, имеющих в составе преимущественно метан с примесью до 30 % водорода.

### Климат
Партизанск находится в муссонной дальневосточной области умеренного климатического пояса. Этой области соответствует умеренный муссонный тип климата.
Партизанск относится к климатическому району Южного Приморья с тёплым и влажным климатом.
В городе тёплое влажное лето и холодная малоснежная зима. Самый тёплый месяц — август, средняя температура которого 20,5 °С, максимальная 36,6 °С. Самый холодный месяц — январь, средняя температура −11,6 °С, минимальная −29,9 °С.
Всемирная метеорологическая организация приняла решение о необходимости расчёта двух климатических норм (при условии наличия данных): климатологической стандартной и опорной. Климатологическая стандартная норма обновляется каждые десять лет, опорная норма охватывает период с 1961 по 1990 год.
| Показатель              | Янв.  | Фев. | Март | Апр. | Май  | Июнь | Июль | Авг. | Сен. | Окт. | Нояб. | Дек. | Год |
| ----------------------- | ----- | ---- | ---- | ---- | ---- | ---- | ---- | ---- | ---- | ---- | ----- | ---- | --- |
| Средняя температура, °C | −11,6 | −8,1 | −1,5 | 6,2  | 11,9 | 16,0 | 19,9 | 20,5 | 15,5 | 8,2  | −1,4  | −9,7 | 5,5 |
| Норма осадков, мм       | 11    | 19   | 33   | 38   | 83   | 75   | 129  | 184  | 122  | 78   | 44    | 28   | 844 |
| Источник:               |       |      |      |      |      |      |      |      |      |      |       |      |     |

| Средняя суточная температура в Партизанске | Средняя суточная температура в Партизанске | Средняя суточная температура в Партизанске | Средняя суточная температура в Партизанске | Средняя суточная температура в Партизанске | Средняя суточная температура в Партизанске | Средняя суточная температура в Партизанске | Средняя суточная температура в Партизанске | Средняя суточная температура в Партизанске | Средняя суточная температура в Партизанске | Средняя суточная температура в Партизанске | Средняя суточная температура в Партизанске | Средняя суточная температура в Партизанске |
| Янв                                        | Фев                                        | Мар                                        | Апр                                        | Май                                        | Июн                                        | Июл                                        | Авг                                        | Сен                                        | Окт                                        | Ноя                                        | Дек                                        | Год                                        |
| −12,2 °C                                   | −8,5 °C                                    | −1,9 °C                                    | 6,3 °C                                     | 11,6 °C                                    | 15,6 °C                                    | 19,4 °C                                    | 20,6 °C                                    | 15,1 °C                                    | 7,8 °C                                     | −1,6 °C                                    | −9,6 °C                                    | 5,3 °C                                     |
| ------------------------------------------ | ------------------------------------------ | ------------------------------------------ | ------------------------------------------ | ------------------------------------------ | ------------------------------------------ | ------------------------------------------ | ------------------------------------------ | ------------------------------------------ | ------------------------------------------ | ------------------------------------------ | ------------------------------------------ | ------------------------------------------ |

### Сейсмичность
Партизанск расположен между Восточно-Партизанским и Западно-Партизанским структурными разломами. Восточно-Партизанский разлом проходит в основном по долине реки Партизанской. Для города наибольшую опасность представляет расположенная в непосредственной близости Западно-Партизанская зона возможных очагов землетрясений. По палеосейсмогеологическим данным, в районе Партизанска находятся 9—10-балльные дислокации. Множество сейсмодислокаций расположены в зоне Партизанского разлома. В 1984 году в районе Партизанска, — самом сейсмоопасном районе края, начались детальные геологические съёмки. В 1994 году на южной окраине города в районе горы Острая была обнаружена сейсмоструктура «Остросопковая» со следами землетрясений, которая располагается в инструментальной эпицентре землетрясения 1962 года. Здесь же расположены следы более древнего землетрясения — ромбовидные воронки, заросшие орешником и молодыми дубками. На северной окраине города выявлены омоложенные разломы, следы смещений по фронту Сицинского надвига.
Впервые сейсмическое районирование Приморья провёл М. Г. Органов: по строительным нормам район города Сучана был отнесён к территории с возможной силой землетрясений до 7 баллов. На карте сейсмического районирования ОСР-97-В район Партизанска отмечен в зоне с интенсивностью землетрясений 8 баллов. На карте ДСР-2002-В район Партизанска был выделен в 9-балльную зону. Район Партизанска высокосейсмичен: глубокофокусные 7—8-балльные землетрясения в районе Партизанска происходили в 1933, 1962 и 1971 годах. Глубины очагов этих землетрясений изменялись в диапазоне 1—8 км. В городе и окрестностях частично были разрушены строения, на шахте № 10/16 повреждён водопровод. Эти землетрясения происходили в районе угольного бассейна и могли быть техногенными.

### Геоэкология ликвидированных шахт

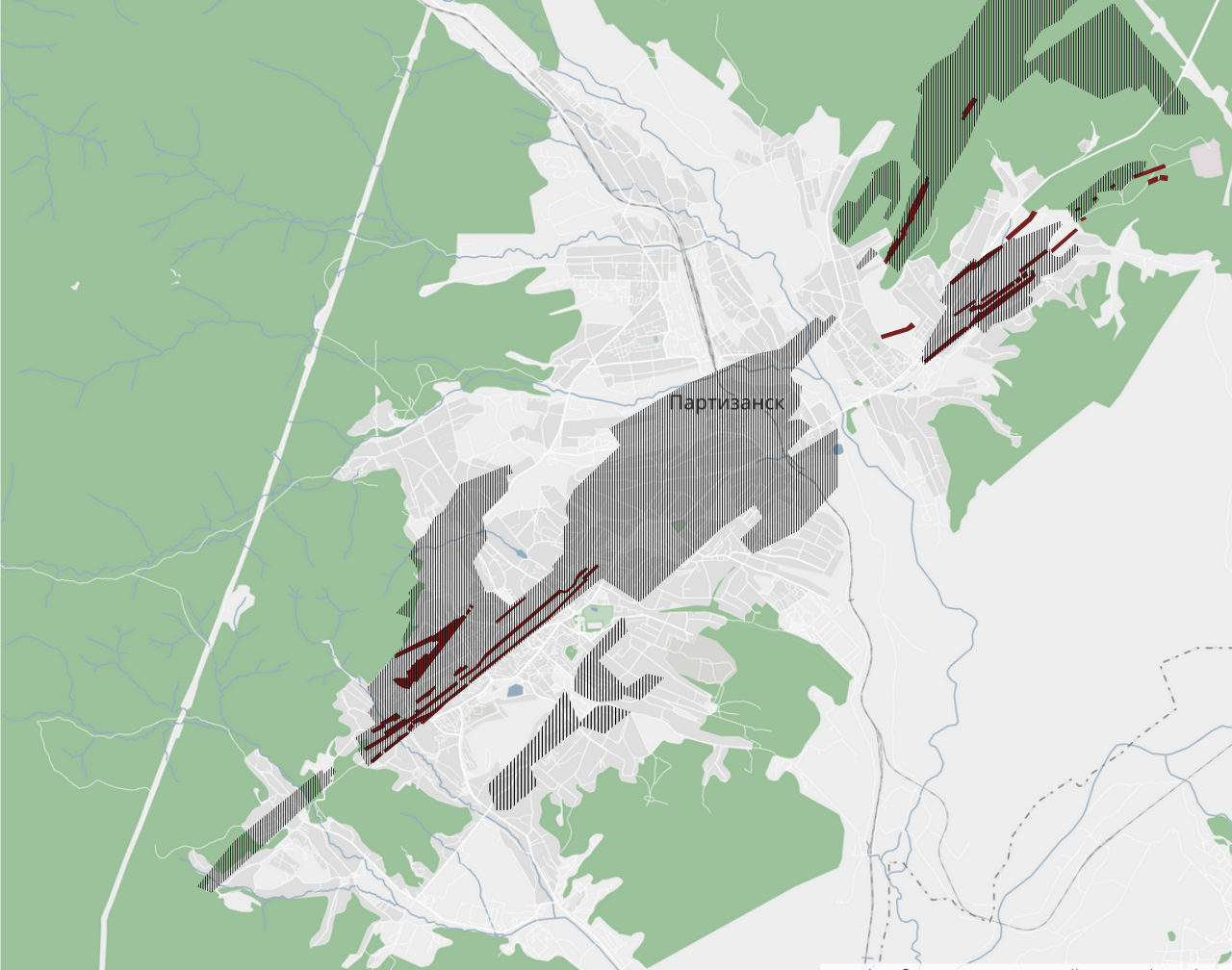
Подработанные территории (заштрихованы чёрным цветом), зоны возможных провалов (бордовым цветом) Партизанска по данным на 2011 год.

В результате подработок начали происходить геоактивные процессы негативного характера: образование провалов, выход метана, загрязнение водоносных горизонтов шахтными водами, подтопление и затопление территории. Закрытие шахт Партизанска привело к нарушению экологической безопасности на территориях шахтных полей и сопредельной местности. Шахтные воды привели к загрязнению рек Постышевка и Партизанская, ряда колодцев, родников и скважин. На полях ликвидированных шахт зафиксированы смещения земной поверхности, к которым приводят техногенные пустоты и расслоения в подземном пространстве. Режимные колебания восстановившегося уровня подземных вод приводят к интенсификации разуплотнения подработанного массива горных пород. Это особенно опасно над устьями горных выработок и на выходах угольных пластов. Деформация земной поверхности в отдельных случаях образует зоны подтопления. Над отработанными пространствами появляются мульды оседания глубиной до 10—12 м, что приводит к нарушению ливневого стока и заболачиванию территорий.
Часть городской застройки Партизанска находится в зоне подработанных территорий. В то время, когда шахты работали, подземные воды из шахт интенсивно откачивались и уровень грунтовых вод в период возведения городской застройки на 5—20 метров был ниже: фундаменты зданий проектировались без учёта полного водонасыщения грунтов. К концу 2010 года ожидалось полное затопление прежде ликвидированных шахт «Нагорная» и «Центральная», и восстановление естественного уровня подземных вод. Подработанные территории наиболее опасны для строительства из-за их непредсказуемости при землетрясениях. В 2000 году В. Н. Окавитый из федерального комитета природных ресурсов по Приморскому краю высказывал мнение, что горные выработки Партизанска могут внезапно обвалиться, после того как в шахтах сгниёт еловая опалубка: обвалы могут вызвать землетрясения силой до 4—5 баллов.
По словам Г. И. Любецкого из группы горно-экологического мониторинга по городу Партизанску, город изначально строился на горных отводах шахт без образования промышленных зон. На специальной карте обозначены все горные отводы шахт Партизанска, от шахты № 1 до шахты «Нагорная» на горных отводах шахт тянутся четыре—пять выходов свиты угольных пластов. Наибольшую угрозу в образовании провалов представляют вентиляционные гезенки, которых по приблизительным подсчётам насчитывается 3256, из них 1420 относится к шахте «Глубокая». Кроме того, имеется 137 других горных выработок с выходами на земную поверхность: вертикальные и наклонные стволы, шурфы, уклоны и штольни. Обычно провалы располагаются в провалоопасных зонах и появляются в тёплое время года после сильных ливней. С 2003 по 2015 год было обнаружено 55 провалов, из которых 23 провала — на горном отводе шахты «Глубокая».
В 1973 году в связи с подработанными территориями уже стоял вопрос о выносе жилой застройки и некоторых промышленных предприятий за пределы города. Согласно действующим правилам землепользования и застройки (2011), подработанные территории Партизанска являются зоной запрещения промышленно-гражданского строительства.

## Население
| 1884    | 1915    | 1923    | 1926    | 1928    | 1931    | 1933    | 1939    | 1959    | 1967    |
| ------- | ------- | ------- | ------- | ------- | ------- | ------- | ------- | ------- | ------- |
| 198     | ↗2814   | ↗5608   | ↗6455   | ↗8458   | ↗15 113 | ↗24 600 | ↗36 901 | ↗48 505 | ↗50 000 |
| 1970    | 1976    | 1979    | 1989    | 1992    | 1996    | 1998    | 2000    | 2001    | 2002    |
| ↘48 345 | ↗50 000 | ↘46 296 | ↗49 546 | ↗49 900 | ↘49 600 | ↘48 400 | ↘47 100 | ↘46 500 | ↘43 670 |
| 2003    | 2005    | 2006    | 2007    | 2008    | 2009    | 2010    | 2011    | 2012    | 2013    |
| ↗43 700 | ↘42 200 | ↘41 600 | ↘41 100 | ↘40 815 | ↘40 618 | ↘38 659 | ↘38 573 | ↘38 356 | ↘38 218 |
| 2014    | 2015    | 2016    | 2017    | 2018    | 2019    | 2020    | 2021    | 2023    | 2024    |
| ↘37 778 | ↘37 689 | ↘37 470 | ↘37 291 | ↘37 059 | ↘36 992 | ↘36 586 | ↘33 832 | ↘33 165 | ↘32 826 |
| 2025    |         |         |         |         |         |         |         |         |         |
| ↘32 635 |         |         |         |         |         |         |         |         |         |

На 1 января 2025 года по численности населения город находился на 465-м месте из 1124 городов Российской Федерации.
Население города по переписи 2002 года составило 43 670 человек (8-е место среди городов Приморья), из них 20 385 мужчин и 23 285 женщин. Количество пенсионеров в городском округе в 2010 году составило 35,7 %. В 2024 году на территории обслуживания водозабора «Южный» с линиями: Амурская, Городская и ЦОФ проживало 21 267 человек, в том числе 15 317 человек в многоквартирных домах и 5950 человек — в домах частного сектора.
В 1996 году национальный состав Партизанска, вместе с посёлками и сёлами, включал: 88,2 % русских, 4,8 % украинцев, 1,8 % татар, 0,9 % мордвинов, 0,7 % белорусов, 0,1 % молдован, 0,1 % башкиров, 0,1 % немцев, около 1,6 % корейцев.
Партизанск включён региональными властями в состав Находкинской агломерации. Согласно проекту действующего генерального плана города (2008), Партизанск должен войти в состав Находкинской агломерации как город-спутник Находки. В советском издании 1983 года Находкинская агломерация состояла лишь из Находки и порта Восточный.

## История

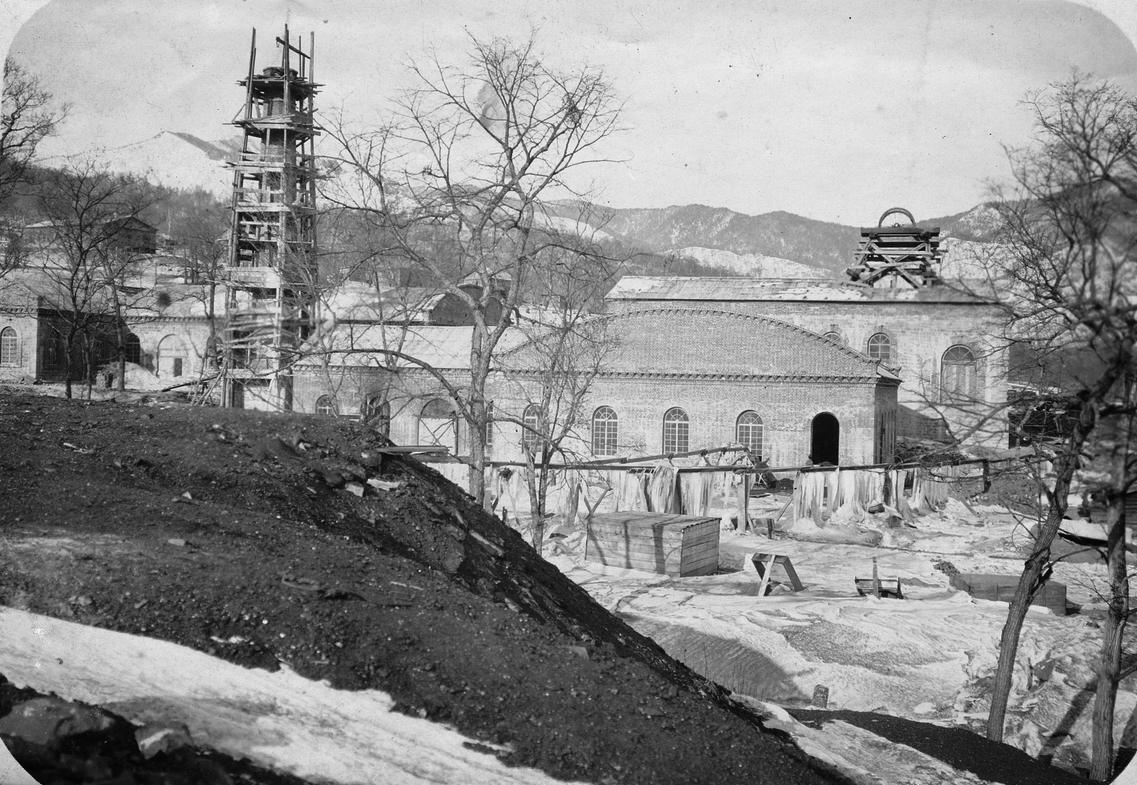
Вид на шахту № 1 (1920-е)

Партизанское угольное месторождение было открыто в 1888 году в результате исследовательской поездки В. П. Маргаритова и А. Г. Кедроливанского (фактическими открывателями угля были китайцы-звероловы). С 1888 по 1893 год на месте будущего Партизанска Южно-Уссурийской горной экспедицией производилась разведка и добыча каменного угля.
26 декабря 1901 [8 января 1902] года заложена шахта № 1, и освящены рудник и постройки. Город Партизанск (населённый пункт Сучанский рудник, шахтёрское селение) основан в 1902 году. В литературе по истории Партизанска и городской газете начиная с 1946 года датой основания Партизанска и началом промышленной разработки угля указывался 1896 год. Однако утверждение о промышленной разработке угля в 1896 году не имеет документальных подтверждений, в тот год на руднике проживало всего два человека — мужчина и женщина.
В годы Гражданской войны (1918—1922) Сучанский рудник был занят войсками интервентов, рабочие рудника ушли в партизанские отряды.
В 1924 году организована Сучанская волость с центром в Сучанском руднике. В 1926 году посёлок Сучанский рудник назначен центром образованного Сучанского района. В 1929 году Сучанский рудник отнесён к категории рабочих посёлков. В 1932 году преобразован в город с присвоением названия Сучан. В 1934—1936 годах город неофициально назывался Гамарник. 26 декабря 1972 года город Сучан был переименован в Партизанск.
В 2003 году была остановлена работа последней шахты Партизанска — «Центральная».

### Город в искусстве
В Сучане 1919 года и в Сучанской долине происходят события романа А. А. Фадеева «Последний из Удэге». Город Сучан упоминается в известном стихотворении А. А. Галича «Памяти Пастернака» (04.12.1966) строкой «И с ума не сходил в Сучане!». В послевоенном Сучане происходит действие кинодилогии В. Е. Каневского «Замри — умри — воскресни!» и «Самостоятельная жизнь».

## Символика

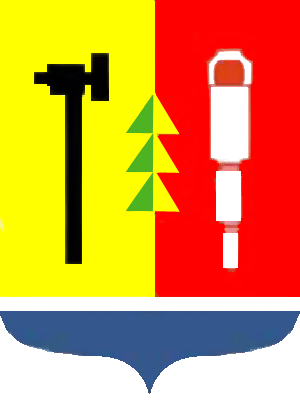
Герб (1971)

Флаг Партизанска утверждён думой в 2006 году. Полотнище флага разделено по диагонали на верхнее зелёное и нижнее лазоревое поля, по центру расположена основная фигура герба — женьшень с золотым камнем у основания.
Герб Партизанска. Женьшень на герб предложил поместить почётный житель, владелец плантации женьшеня Н. И. Ковальчук. Положение о гербе принято думой в 2008 году. Женьшень символически даёт Партизанску надежду на возрождение, исцеление, продление жизни. В первоначальном варианте листья женьшеня были зелёные, а в окончательном варианте «пожелтели».
Гимн Партизанска утверждён думой в 2006 году, слова гимна написаны В. Бусаренко и А. Бурнаевским.

## Экономика
Крупнейшие предприятия по состоянию на 2021 год: локомотивное депо, вагонное-ремонтное депо, Партизанская дистанция пути и железнодорожная станция Партизанск, Партизанский филиал «Примтеплоэнерго», хлебокомбинат, «Мартин-Восток». В районе жилого района «Лозовый», в нескольких километрах от города, имеется Партизанская ГРЭС, пивоваренный завод и тепличное хозяйство.
По данным на 2012 год, бюджет города на 70 % финансировался государством.

## Транспорт

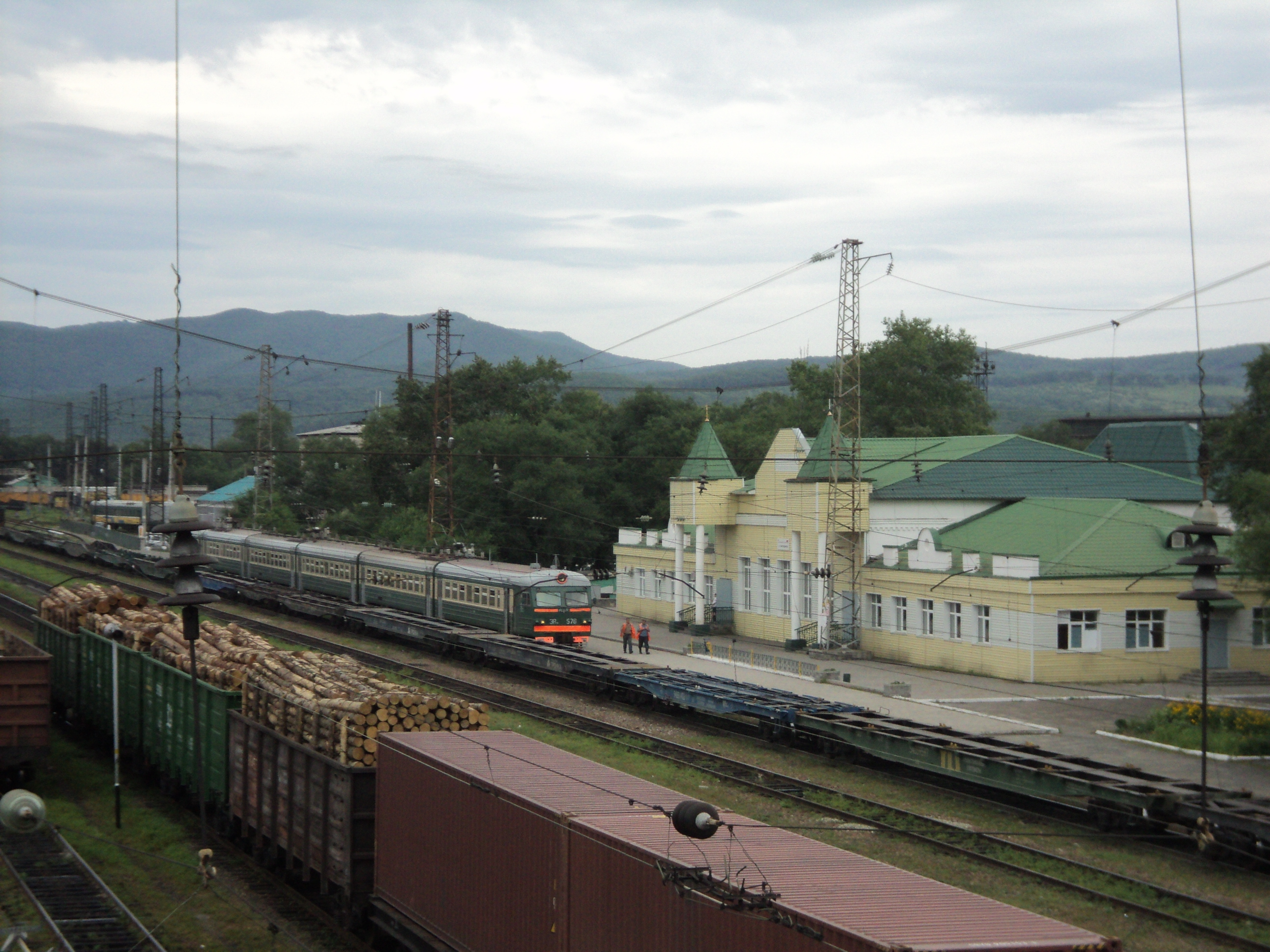
Станция Партизанск с вокзалом

Партизанск расположен на железнодорожной линии «Угольная — Находка», связан с автомобильными дорогами «Шкотово — Партизанск», «Партизанск — Новицкое» с выходом на автодорогу «Находка — Лазо — Ольга — Кавалерово».
Расстояние по автомобильным дорогам до Владивостока — 169 км, ближайших городов и административных центров муниципальных округов: Артёма — 129 км, Большого Камня — 124 км, Лазо — 106 км, Находки (автовокзала) — 57 км, Владимиро-Александровского — 37 км.
Партизанск связан железной дорогой с семью городами края: Владивостоком (расстояние — 164 км), станцией Находка (расстояние — 41 км), Артёмом, Уссурийском, Спасском-Дальним, Лесозаводском и Дальнереченском. Пригородные пассажирские электропоезда курсируют на Владивосток и Находку.

## Коммунальная инфраструктура
Электроснабжение осуществляется от Партизанской ГРЭС. Теплоснабжение осуществляется в основном от угольных котельных и Партизанской ГРЭС. Водоснабжение осуществляется от реки Партизанской и её притока — реки Постышевки. Водозабор «Южный» имеет производительность 31 000 м³/сутки. Водозабор отделён от долины реки Постышевки гранитным массивом, который препятствует попаданию загрязнённых вод реки Постышевки в систему водоснабжения города. Водозабор «Северный» производительностью 3 000 м³/сутки является подрусловым. Водозаборы «Северный» и ДВЖД расположены на реке Постышевке. Имеются водозабор в районе шахты № 1 и водозабор «Лозовый».
Сточные воды проходят очистку на очистных сооружениях производительностью 25 000 м³/сутки с выпуском в речку Чёрная. Твёрдые бытовые отходы утилизируются на полигоне, расположенном в окрестностях к северо-востоку от Партизанска. Полигон функционирует с 1975 года, покрывает потребности в утилизации отходов всего муниципального округа.

## СМИ

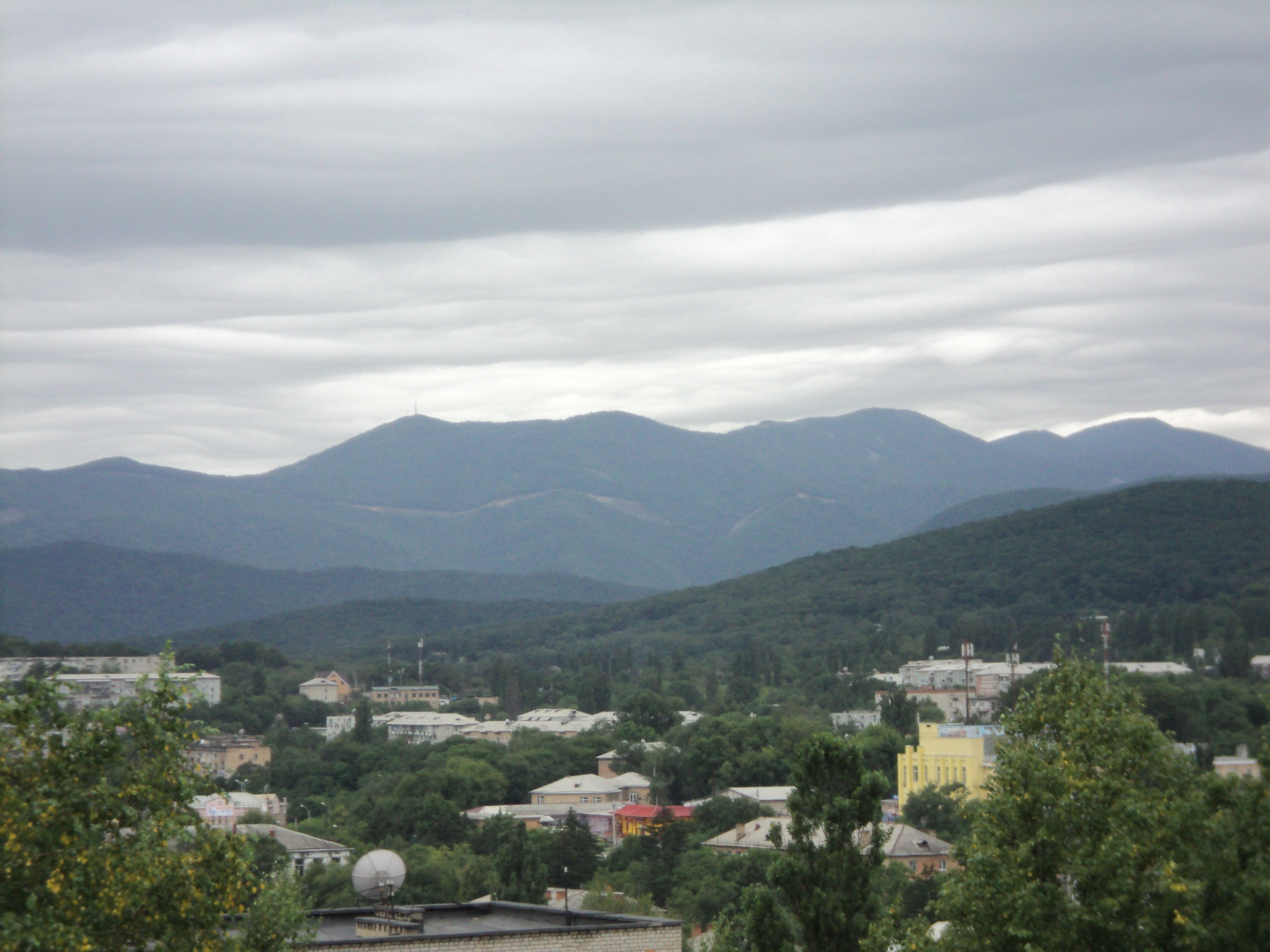
Телевышка на горе Россыпи (1042 м). Вершина крайняя справа — гора Смольная (1248 м)

Старейшая общественно-политическая газета Партизанска — «Вести». Основана 1 июля 1929 года. Учредители: администрация Партизанского городского округа и МУП «Редакция газеты Вести». Выходит по средам и пятницам. Тираж: 5300 экземпляров. Главный редактор — Елена Казанко.
Общественно-информационная газета «Время перемен + ТВ» выходит с августа 2005 года. Распространяется в Партизанском городском округе, Партизанском и Лазовском муниципальных районах. Тираж: 3000 экземпляров. Имеется интернет-версия газеты (сокращённая). Главный редактор — Владимир Хмелёв.
Имеется независимый информационно-аналитический портал города Партизанска.
FM-радиостанции Партизанска:
89,1 МГц — Приморская волна
95,0 МГц — Радио 25 Регион
99,3 МГц — (ПЛАН) Русское радио
100,3 МГц — Авторадио
103,9 МГц — Новое Радио / ПримМедиа
107,5 МГц — (Молчит) Love Radio

## Памятники истории
Среди памятников истории: мемориал «Партизанской славы» на Партизанской сопке. Сооружён в 1946 году в сквере Дворца культуры угольщиков, автор — архитектор Н. С. Рябов. В 1967 году перенесён на вершину Партизанской сопки. Обелиск высотой 10,5 м, над основанием два приспущенных знамени из чугуна. Памятник В. И. Ленину на Центральной площади (1967). Бронзовая статуя Ленина в полный рост на пьедестале, изображён выступающим перед массами. Скульптор П. П. Яцыно. Стела 50-летия шахты «Центральная» (1968). Автор — горный мастер участка внутришахтного транспорта С. И. Олейник. Памятник В. П. Мирошниченко (1988). Памятник воину-железнодорожнику, герою Советского Союза. Автор — Г. П. Рыбкин. Во времена существования шахты «Глубокая» на её территории имелся памятник шахтёрам, погибшим в сражениях ВОВ, сооружённый в 1969 году: обелиск, увенчанный пятиконечной звездой.
Памятники истории регионального значения по состоянию на 2021 год:
| № | Название памятника                                                     | Местонахождение                   | Год постройки | Краткое описание |
| - | ---------------------------------------------------------------------- | --------------------------------- | ------------- | --- |
| 1 | Народный дом                                                           | ул. Нагорная, 1                   | 1917          | Формы и декор здания имели мотивы русской архитектуры. Весной 1987 года сгорел в пожаре. |
| 2 | Памятный знак в честь открытия месторождения угля                      | напротив дома по ул. Парковая, 15 | 1932          | Чугунная колонна общей высотой 2,2 м. На капители изображение куска угля. В 1953 году к стволу колонны прикрепили доску с надписью: «Здесь в 1883 году найден первый уголь. Отсюда берёт начало Сучанский рудник». |
| 3 | Дом И. Ф. Палшкова                                                     | ул. Парковая, 32                  | 1935          | В этом доме в 1935—1954 годах жил и работал Палшков. В 1990-х годах продан частному лицу. |
| 4 | Памятник героям-партизанам, павшим за Советскую власть                 | кладбище шахты № 1                | 1958          | На братской могиле партизан. Обелиск по проекту скульптора С. Н. Горпенко. |
| 5 | Памятник С. Г. Лазо                                                    | ул. Ленинская                     | 1957          | В 1967 году памятник в виде скульптурного изображения Лазо на пьедестале перенесён на новое место, скульптор — С. Н. Горпенко. Наверху пьедестала рельефы со сценами из партизанской жизни.                        |
| 6 | Памятник К. Ф. Кореннову                                               | во дворе школы № 3                | 1965          | Поясной портрет Кореннова из чугуна на невысоком постаменте. Скульптор Н. Борисов. |
| 7 | Монумент жителям Партизанска, погибшим в сражениях ВОВ 1941—1945 годов | сквер шахты «Центральная»         | 1985          | Пространственная композиция с обелиском высотой 15,5 м, парапетом с горельефом, аллеей с двумя рядами плит с именами погибших. Скульптор Д. Г. Ткаченко, архитектор С. Ф. Шевелев.                                 |

## Города-побратимы
- Хайлинь, провинция Хэйлунцзян[152]
- Тели, провинция Хэйлунцзян (1999)[153]